# Britta Nordholm
Anna Brita Nordholm även Britta, född 19 maj 1924 i Maria Magdalena församling i Stockholm, död 17 juli 1994, var en svensk handbollsmålvakt som spelade i svenska landslaget 1949–1957.

## Klubbkarriär
Britta Nordholm spelade först för IFK Lidingö, troligen till 1953, och representerade därefter SK Artemis från 1953. Det är inte klart när hon avslutade sin klubblagskarriär men det var efter 1957.

## Landslagskarriär
Nordholm debuterade i landslaget i nordiska mästerskapet 1949. Tidningen Arbetet skrev den 26 juni 1949: "Bäst i svenska laget var målvakten, Brita Nordholm."  Till 1951 hade hon spelat 7 landskamper utomhus.  Hon spelade fram till 1957 totalt 26 landskamper. De flesta spelade hon utomhus, 18 matcher av 26. De finns inte med på landslagets nya statistiksida som bara anger 8 landskamper som spelades inomhus 1952 till 1956. En förlustmatch mot Norge med 3-9 i resultat refereras i GHT. Brita Nordholm var reservmålvakt i den matchen. Under de här åren spelades de flesta landskamperna för damerna utomhus i det nordiska mästerskapet. Hon är inte noterad för några mål i landslaget.

## Privatliv
Britta Nordholm ligger begravd på Skogskyrkogården i Stockholm med sina föräldrar.